# 冈字9420部队
1°16′50″N 103°50′01″E / 1.2804193815803302°N 103.83364452468112°E
冈字9420部队，对外称南方军防疫给水部，是日本陆军南方军在日占新加坡的防疫给水部。该部队在马来亚、印度尼西亚、菲律宾、巴布亚新几内亚、泰国和缅甸等地设有分部，并参与过日军在缅甸北部、中国云南、巴布亚新几内亚的细菌武器攻击。由于气候适宜养殖鼠虱，马来亚半岛也因此成为二战期间日军除日本和中国以外最大的鼠蚤養殖場所在。1945年6月，该部队撤离并销毁档案，直至1970年代起才有当事人重新提起。

## 历史
1942年1月，南方军第十四军占领马尼拉，美军退守巴丹半岛。2月上旬，日军对巴丹半岛的第一次进攻失败，随后日军开始商讨使用东京和关东军的鼠疫炸弹进攻，并组织农林省在日本国内茨城、枥木、千叶等地组织老鼠饲养事宜。至4月巴丹半岛沦陷后，取消细菌攻击计划。:42-43
1942年年初，日军在在南京组建南方军防疫给水部先遣队。3月26日，部队组建完成。6月1日，从上海出发，经由台湾、马尼拉，至6月20日抵达新加坡。组建时部队直属于日军第7方面军，即冈集团军，因此密匿称号为“冈”字。后升格为南方军直属，可用“威”字，即南方军的密匿号。:25-27首任指揮官是北川正隆少將，總監为軍醫内藤良一。部队由两个分队组成：梅岡分队专门负责鼠疫，河野分队专门负责疟疾。冈字9420部队名义上的行动目的是根治当地的传染病问题，故而也吸引到包括新加坡國父之一的奥斯曼渥在内的當地精英加入，但后来有人发现部队真实目的后曾经设法离开。苏普拉马尼亚姆博士则在日本占领时期，被迫与冈字9420部队合作，但私下里将医疗用品卖给有需要的战俘和医院。
冈字9420部队是唯一一支在日本境外组建的生化部队。虽然在南京组建，但并非所有的成员均来自南京的1644部队，也有从日本国内抽调而来。:27-28部队名册显示，在该部队工作的日本人由1942年5月的146人增长到1945年元旦的862人，其中有医生、病毒学家、护士等。1943年4至6月间，部队驻地曾经迁往泰国，为修筑泰缅铁路提供服务，后又迁回新加坡。:27-281944年11月，日军参谋本部高层自觉无法阻止美军攻势，决定采用细菌战以挫伤美军的斗志，遂命令各细菌部队增加生产。第9420部队被要求生产60千克鼠蚤，相当于华北、华中、华南3支细菌战部队的总和，仅次于第731部队的150千克。:58-59
随着日军在太平洋战场上节节败退，考虑到战后追责问题，陆军医务局长神林浩宣布全面终止细菌武器计划。:681945年6月15日，冈字9420部队关闭在柔佛的实验及生产设施，先是撤离到新加坡，随后撤退到老挝，并在投降前大规模销毁相关记录。日本投降后，部队于1945年11月移驻塞班岛，于1946年5月迁移回日本国内，登陆名古屋港后解散。:27-28此段历史自此一度无人知晓，一直到七八十年代方才有参与者谈论真相。

## 设施分布
|  |

新加坡总部以外，冈字9420部队在马来亚、印度尼西亚、菲律宾、巴布亚新几内亚、泰国和缅甸设有六个分部。

### 新加坡

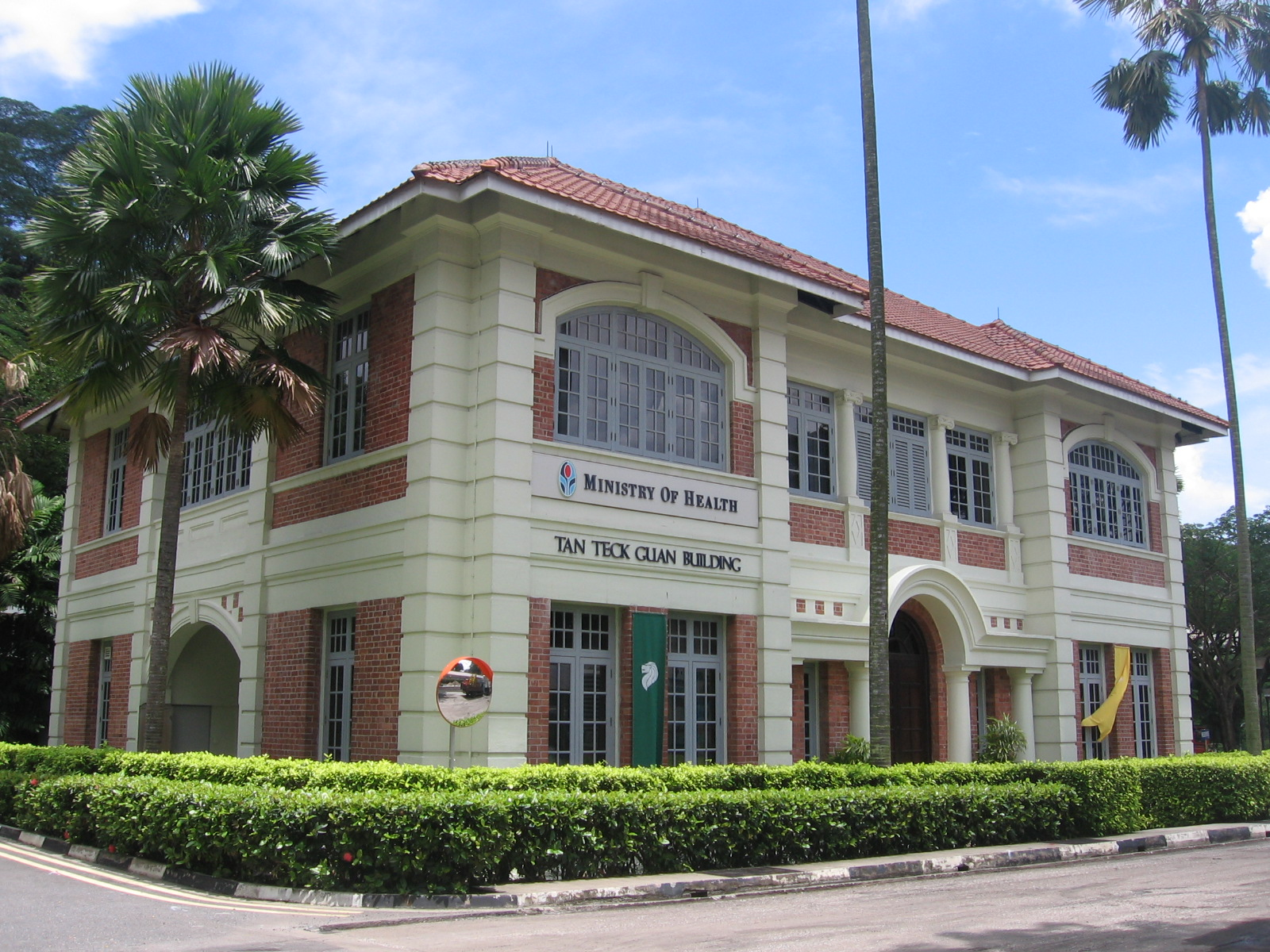
新加坡卫生部陈德源大楼曾作为腺鼠疫实验室

冈字9420部队的总部设立于英王爱德华七世医学院（今新加坡中央医院医药学院大厦），内设有六个实验室。陈德源大楼则作为腺鼠疫实验室。新加坡欧南园的实验室被用来从老鼠身上培养跳蚤。根据731部队的研究成果，日军当时已经得知：“饲养繁殖鼠虱的最佳气候条件是摄氏22度和湿度76%。鼠虱在夏天能活20到30天，在秋天则只有15到20天。”而符合这个条件的地点恰好在东南亚一带。
1943年，日军從東京运送了超过三万只老鼠到馬來亞。1944年10月，又将3万只老鼠从东京运送到新加坡。此外，日军还利用莱佛士博物馆的馆藏动物标本进行研究，将仓鼠、松鼠和豚鼠视为老鼠的补充。每一萬隻老鼠，就可以生產10公斤鼠蚤，馬來亞半島於是成為日本和中國以外，日軍最大的鼠蚤養殖場。研究人员给被捕的老鼠喂食，然后给它们注射鼠疫杆菌，老鼠会生病并长出鼠蚤，鼠蚤会以死去的宿主为食，研究人員再把鼠蚤從宿主屍體分離，以血液飼養，每隔3到4个月便会把鼠蚤装进玻璃瓶送往泰國。
除了鼠疫以外，欧南园一带的实验室中还研究霍乱、疟疾、天花、斑疹伤寒、痢疾和炭疽等流行病。新加坡历史学家林少彬接受《海峽時報》采访时表示，他估计冈字9420部队也曾进行过人体实验，现正在调查中。

### 马来西亚
在马来西亚，冈字9420部队占据了临近新加坡的柔佛新山西北郊区淡杯的淡杯精神病院，用以饲养老鼠和研制细菌武器。实验室的院前，则建有饲养老鼠的设施。实验室的另一侧则有隔离墙，隔离墙外设有24小时运转的锅炉，用以焚烧老鼠的尸体，并且提供开水以供消毒。柔佛淡杯支部，也被称为梅冈部队，以大久保军医少佐为首领，下设井村队、中安队和江本队三个分队。江本队以陆军军医大尉江本修为首，负责在淡杯使跳蚤染病。中安队在淡杯负责鼠蚤养殖和研究。井村队在淡杯负责捕捉和饲养老鼠，并且派遣日军驻扎在日军驻扎在仕拉央，目的不明。此外，井村队还占领端姑莫哈末学校，雇佣华人和马来人饲养上万只老鼠和上千只兔子，附近由台湾人开设有一家老鼠饲养场。1943年时，日军往淡杯精神病院与瓜拉庇勞的端姑莫哈末学校运送过昆虫。马六甲的马六甲高等中学也曾作为过跳蚤养殖基地。吉隆坡的医药研究所也被怀疑是被怀疑是一处日本生物武器设施，其主任木村男也专攻疟疾和登革热研究。英军审判记录显示，日军曾在霹雳州太平监狱以活人人体实验的形式，测试名为“怡保”的毒药，一种怡保本地箭毒木提取物。

### 印度尼西亚

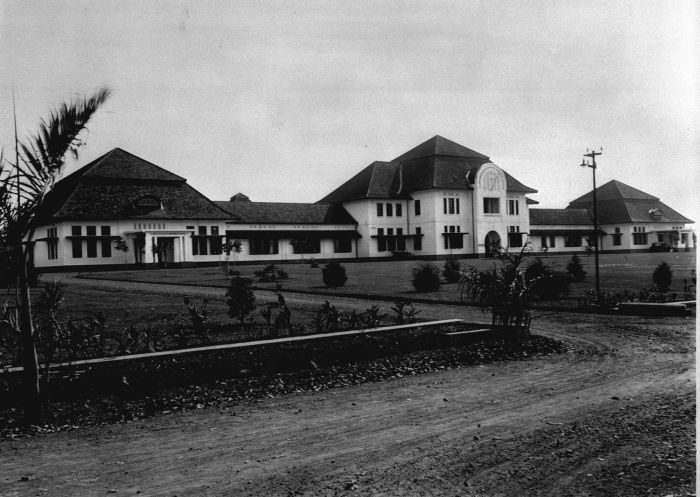
万隆巴斯德研究所主楼，今为印度尼西亚药企Bio Pharma的一部分

在印度尼西亚，冈字9420部队设立了雅加达支部和万隆支部。1943年，日本军方还曾往印度尼西亚万隆运送过老鼠。松井石根曾经亲自到访过万隆的前巴斯德研究所。1944年，日军研发的破傷風類毒素疫苗在雅加达郊区的克兰德劳务者营地实验失败，导致大批劳工死亡，日军曾逮捕雅加达艾克曼研究所主任艾哈邁德·莫赫塔爾，作为研发失败的替罪羊。在1945年盟军抵达前，日军销毁了万隆研究基地的档案。

### 其他地区
缅北、滇西均驻有南方军冈字9420部队防疫给水部，征集、饲养老鼠和培养细菌。在巴布亚新几内亚，冈字9420部队设立了拉包尔支部和布因支部。拉包尔支部的平野英之助军医大尉曾在1944年到1945年间使用美国、澳大利亚和新西兰战俘进行疟疾的人体实验。美军中尉詹姆斯·麦克默里亚作为战俘目睹了在拉包尔隧道山战俘营的人体实验，并在战后向美国战争部作出证词。在菲律宾，冈字9420部队设立了马尼拉支部，由帆刈喜四郎军医少佐担任支部长。泰国和缅甸支部至今位置和功能未知。

## 相关战役

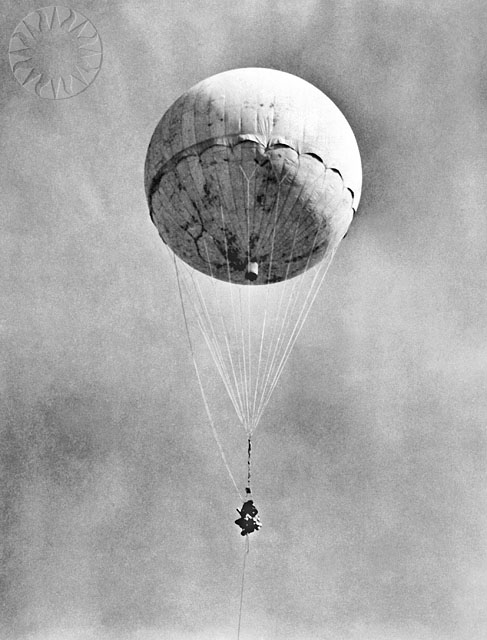
日军使用的风船爆弹

英军档案显示，1942年日本入侵布卡和布干维尔过程中，英军遭遇疟原虫袭击，其毒株便是在新加坡培养。

同年，日军在中国云南省发动大规模细菌武器袭击，冈字9420部队便参与其中。1941年1月3日，为配合惠通桥战斗，日军开始对保山实施无差别轰炸，自1942年5月4日起改为空投霍乱细菌弹。:95-96除了向城市、集镇空投细菌弹，同时还派出伪装成台湾籍间谍等沿滇缅公路沿线的水沟、水井、水池中投放霍乱病菌。:90随后，保山周边乡村出现大面积霍乱流行，持续至7月中旬。:106-108霍乱流行随后拓展到滇西地区，死亡人数说法不一，最高达到12万人。:119-123

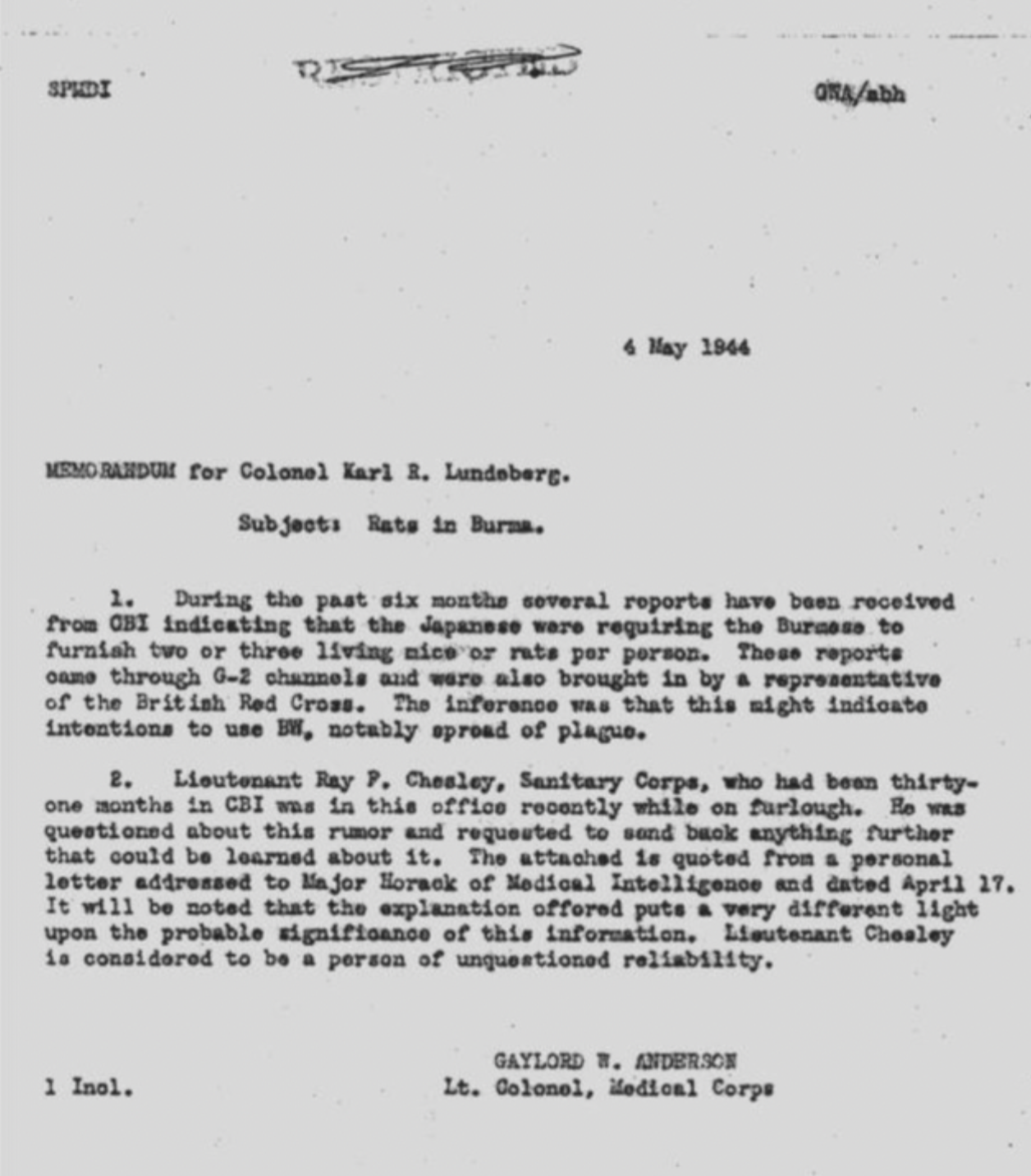
1944年，英军情报显示日军在缅甸强制民众收集老鼠

1943年至1944年间，日军以调查防疫为名，在缅甸和云南强制性向民众收集老鼠。:119-123随后，又通过芒市、腾冲等地的防疫给水部队饲养和投放染菌疫鼠，造成鼠疫流行。鼠疫顺着滇缅公路蔓延，影响瑞丽到大理一带，随后向怒江以东蔓延，到1953年才得到完全控制，:175-176约五千人死亡。:188
1943年瓜岛战役失败后，日军开始谋划在太平洋战场上展开细菌战，但均未实施。1943年12月14日，日本陆军军医学校防疫研究室军医少佐金子顺一提交《PX效果略算法》，对细菌战效果进行估算，认为一千克鼠蚤可以造成北太平洋11人、西南太平洋11200人死亡。:45,48
1944年4月26日，陆军省局长会议上，参谋本部作战课长服部卓四郎主张利用潜艇对悉尼、墨尔本、夏威夷、中途岛发动鼠疫攻击，以期重新夺回日军在中太平洋的战略优势。细菌战部队4月出发后部分停留于塞班岛遭到美军歼灭，另一部分在乘船前往特鲁克群岛途中死于美军潜艇攻击，故而计划失败。:50-53同年，日军实行“风船爆弹”计划，但收效甚微。:611945年，日军提出“夜樱花”计划，但因日本战败而并未实施。:67-68

## 战后调查

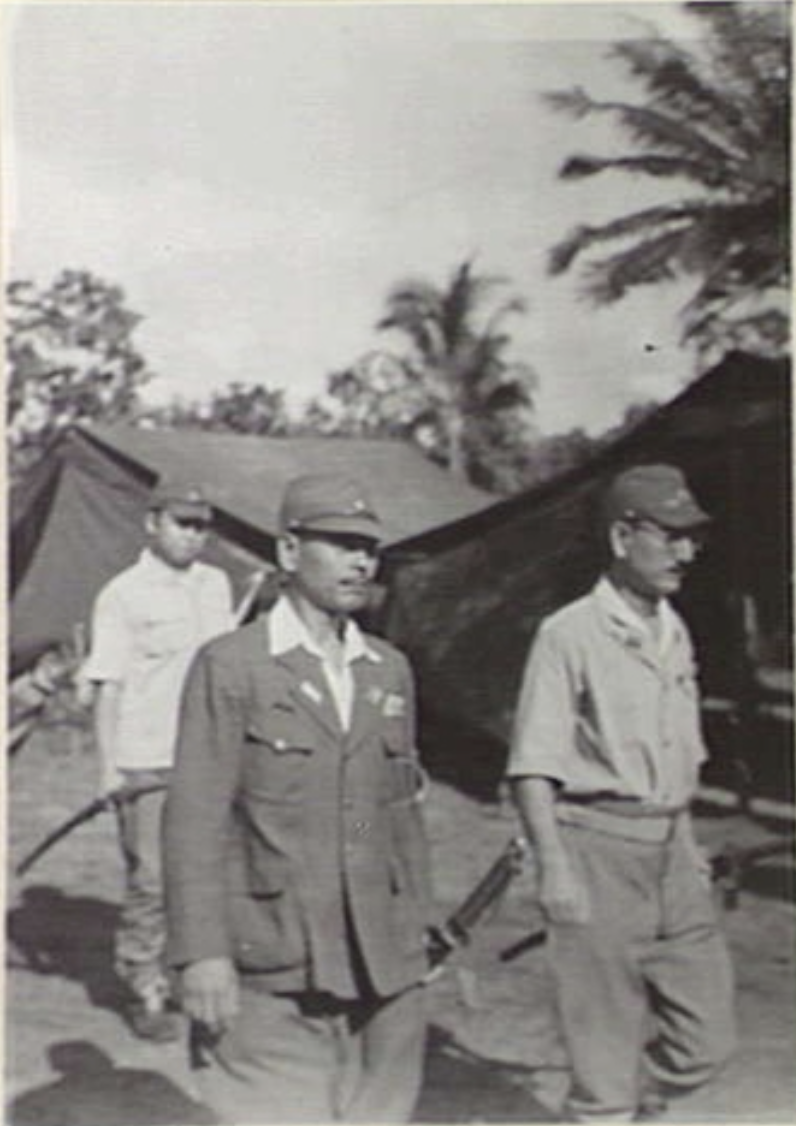
巴布亚新几内亚布因的日本军医前往盟军处商讨日本投降事宜

冈字9420部队成员，将实验数据和资料交给美国后，并未受到过任何惩罚，陆续成为医生、学者或政治家，一直到1980年代起又陆续退休。其中，内藤良一在日本创立了绿十字公司，大田黑猪一郎担任绿十字公司京都分社社长，贵宝院秋雄进入京都微生物研究院，藤野恒三郎成为大阪大学教授，早川清设立了早川预防卫生研究所。年轻一辈的医生了解到他们的历史后感到震惊，有部分成立非政府组织以公开他们对当年所发生的事情的了解。林少彬指出，731部队仍在世者对他们所作所为缺乏忏悔，新加坡人则对1965年新加坡独立以前的历史缺乏了解。
1991年，奥斯曼渥向《海峡时报》披露了他当年在实验室参与腺鼠疫疫苗研发的经历，并确信自己实际参与了细菌武器的研发，引发关注。2017年11月，新加坡研究员和收藏家林少斌在新加坡国家图书馆就该主题再度发表演讲，又一次引起关注。2019年，林少斌等人又公布了由1942年到1943年派往新加坡视察的731部队成员拍摄的一段黑白胶片记录。2020年9月，侵华日军第七三一部队罪证陈列馆举办侵华日军细菌战档案史料专题展，首次公开从日本国立公文书馆茨城分馆获得的冈字9420部队成员名册。

## 拓展阅读
- 竹花香逸. . 1991  [2024-02-21]. （原始内容存档于2024-02-21） （日语）.
- 林少彬.  (PDF). 15年戦争と日本の医学医療研究会第46国定例研究会. 2019-11-23. （原始内容 (PDF)存档于2023-05-06） （日语）.
- 张华. . 北京: 中国社会科学出版社. 2018. ISBN 978-7-5203-2419-9.
- . National Library Board, Singapore. 2018-07-31  [2024-02-23]. （原始内容存档于2024-02-23） （英语）.